# Điểm mốc

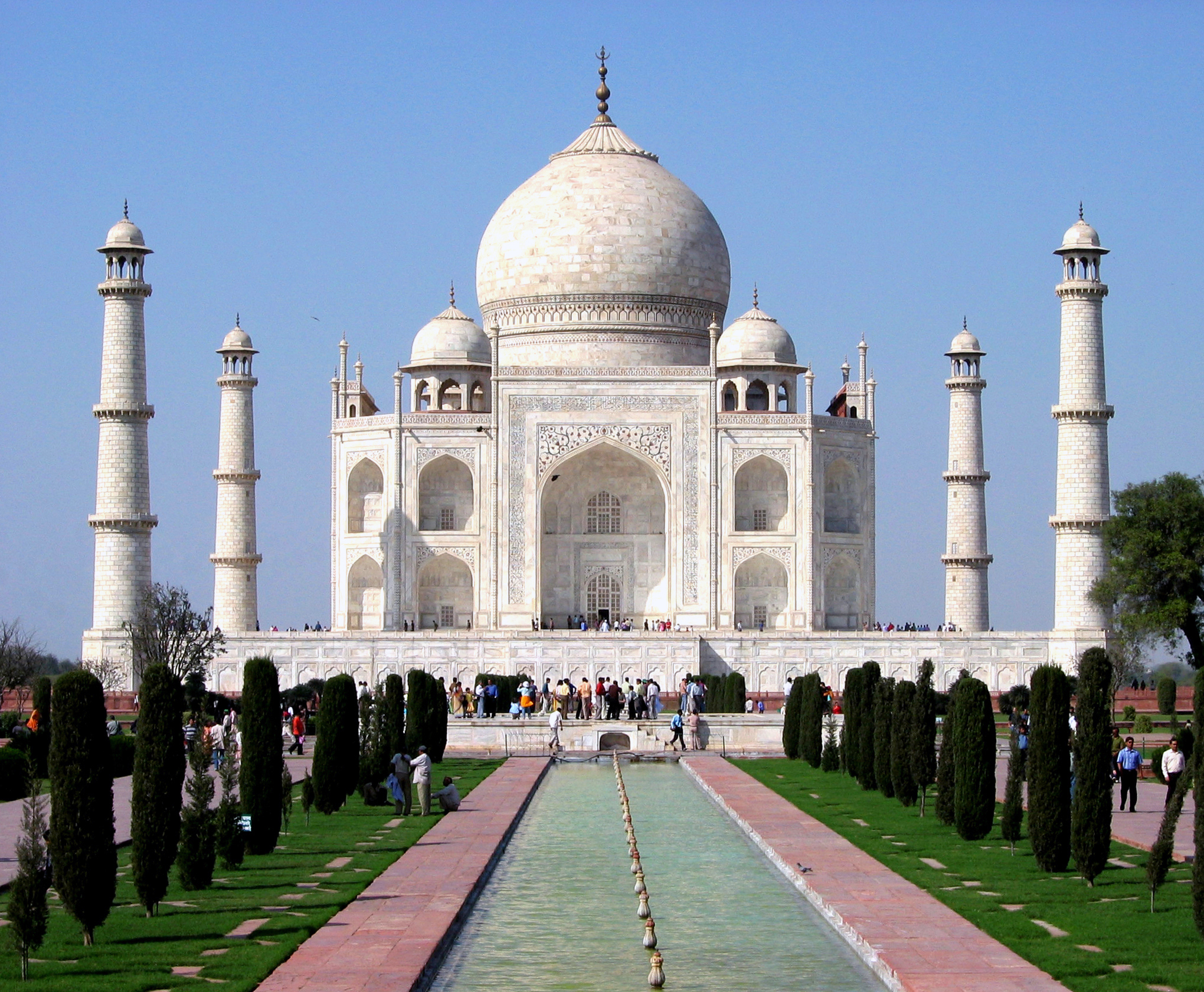
Taj Mahal

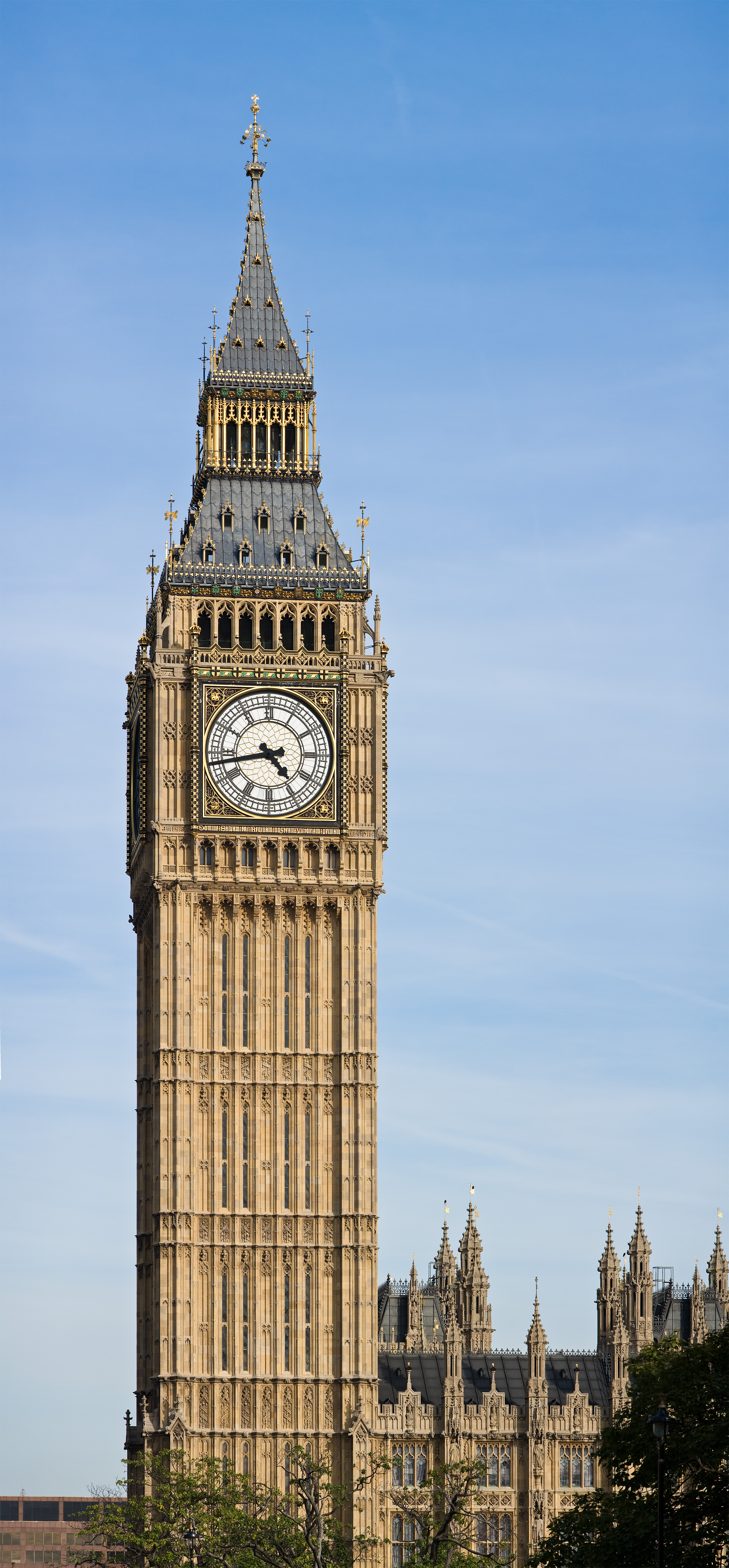
Big Ben tại Luân Đôn

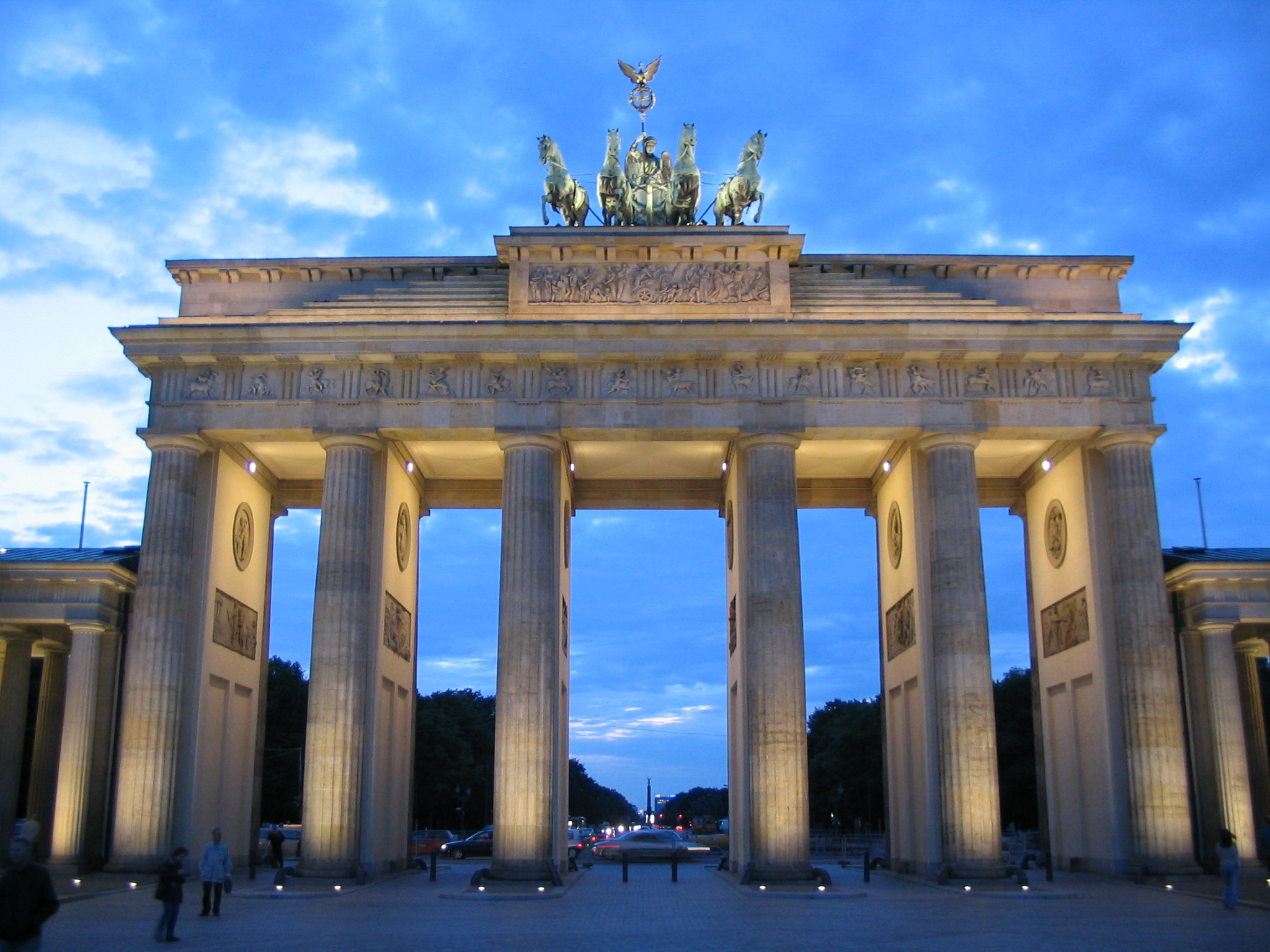
Cổng Brandenburg tại Berlin

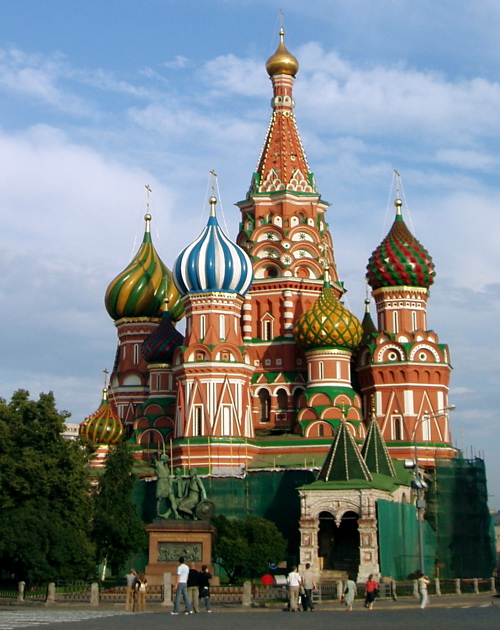
Nhà thờ Thánh Basil

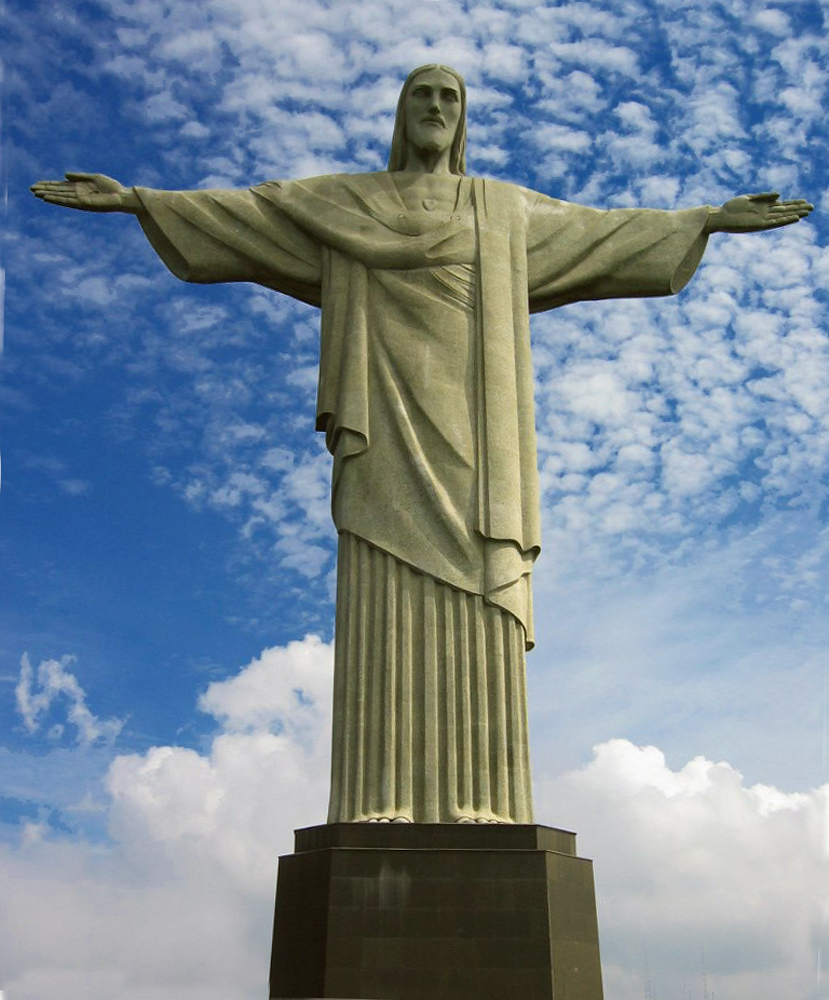
Tượng Chúa Kitô Cứu Thế tại Rio de Janeiro

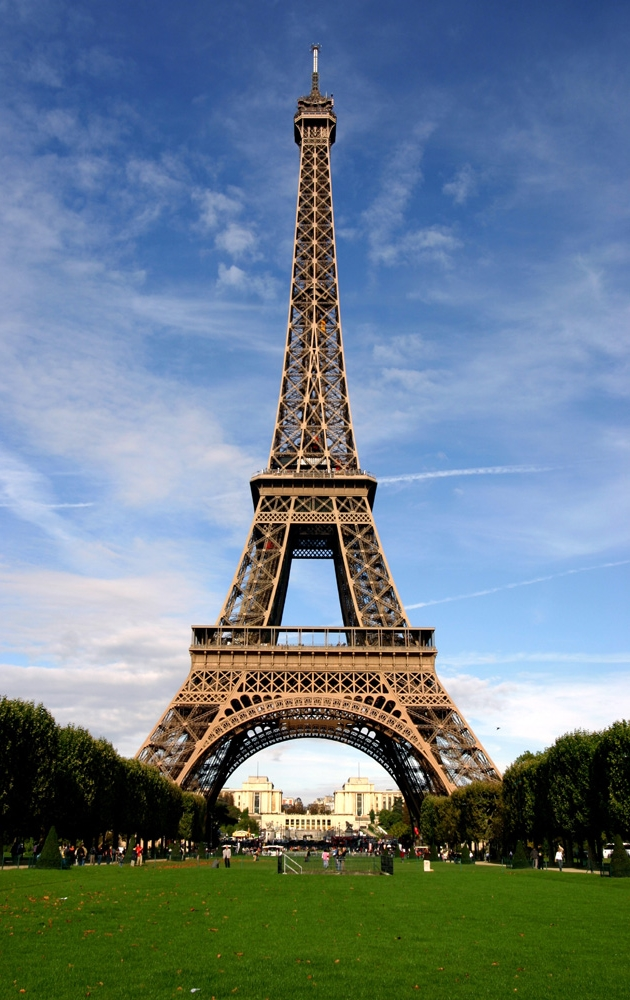
Tháp Eiffel tại Paris

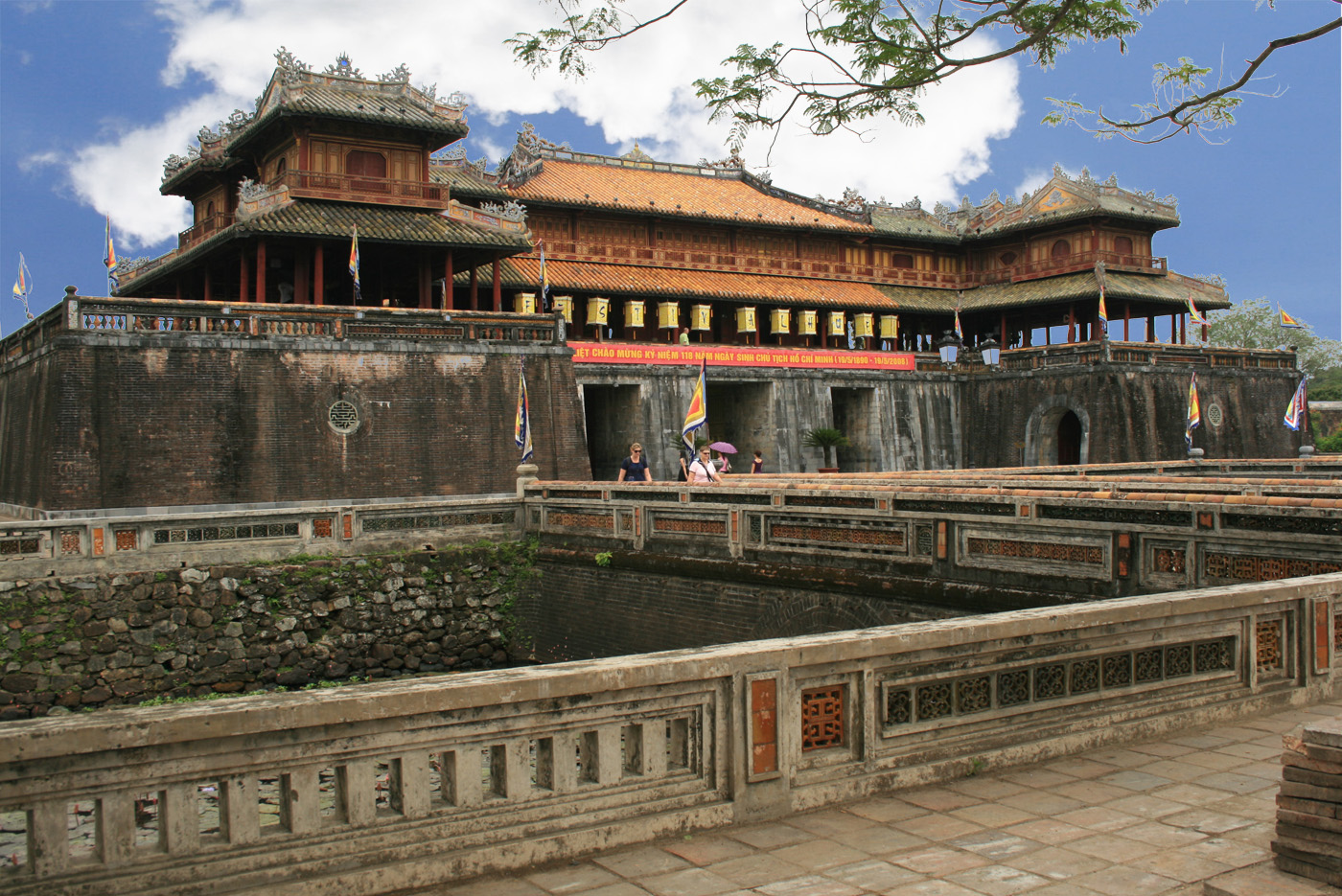
Ngọ môn Kinh thành Huế

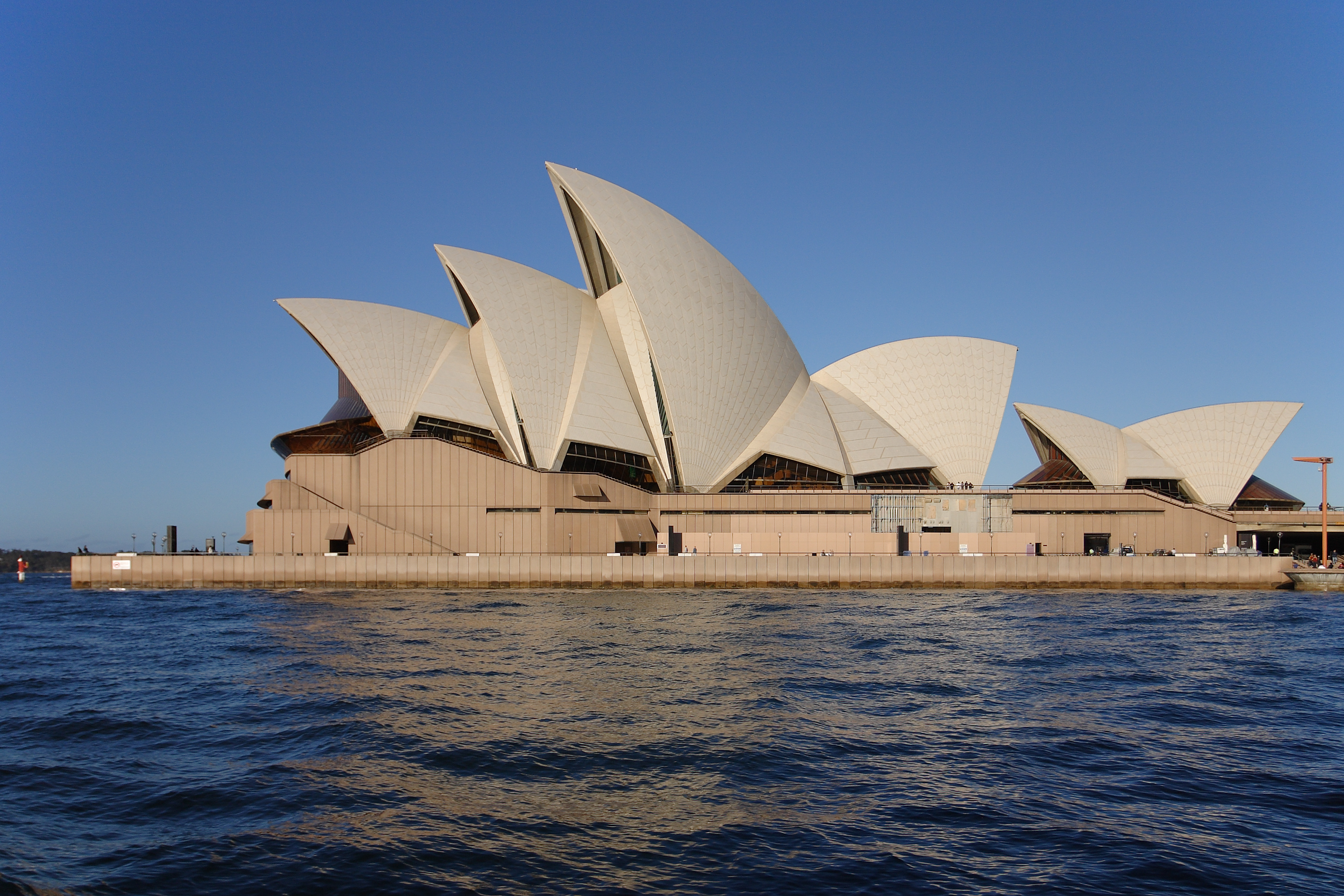
Nhà hát Opera Sydney tại Sydney

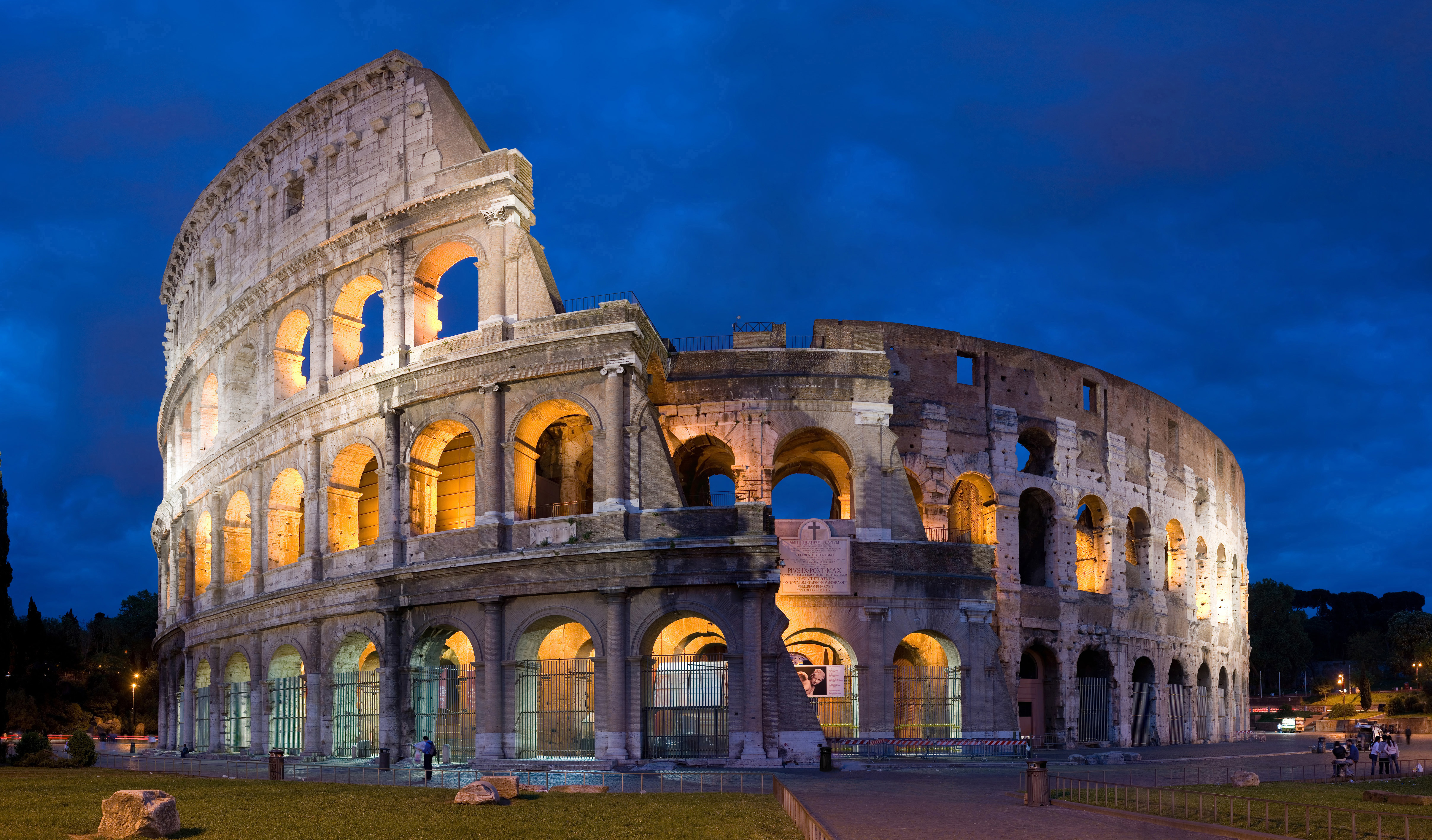
Colosseum tại Roma

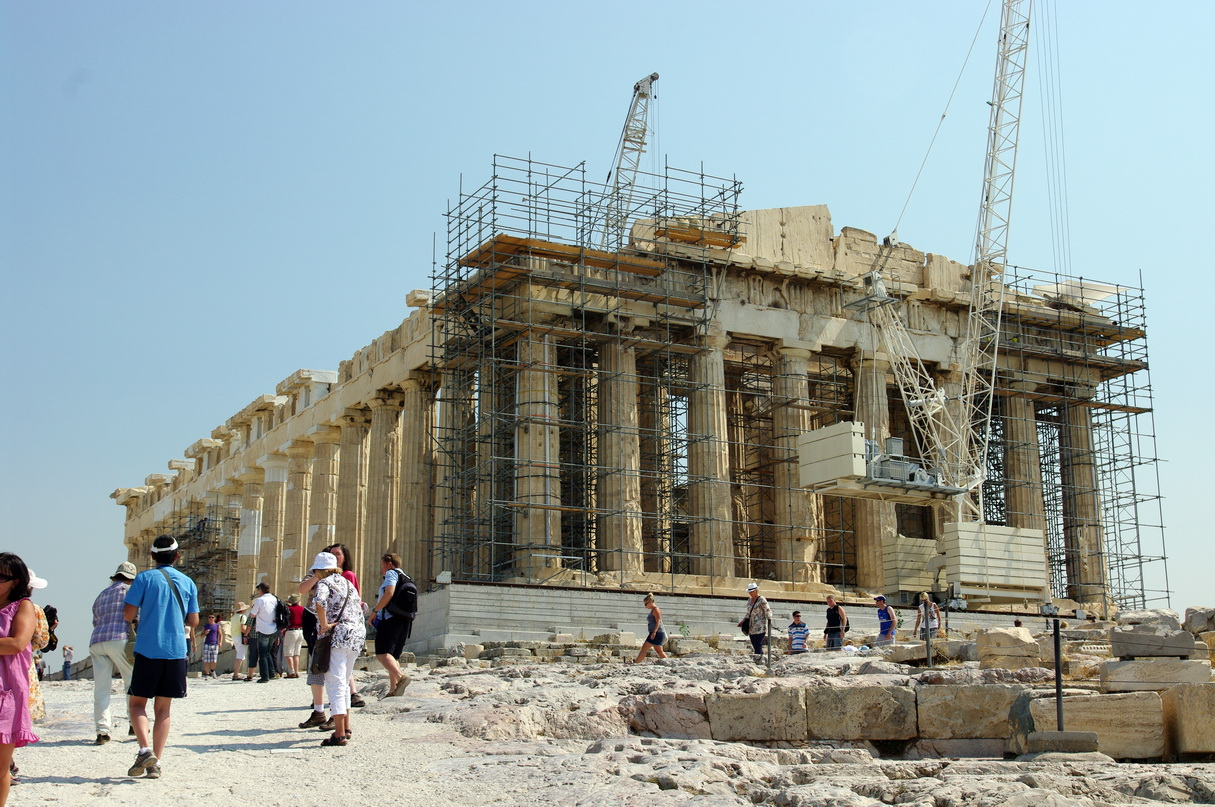
Parthenon tại Athens

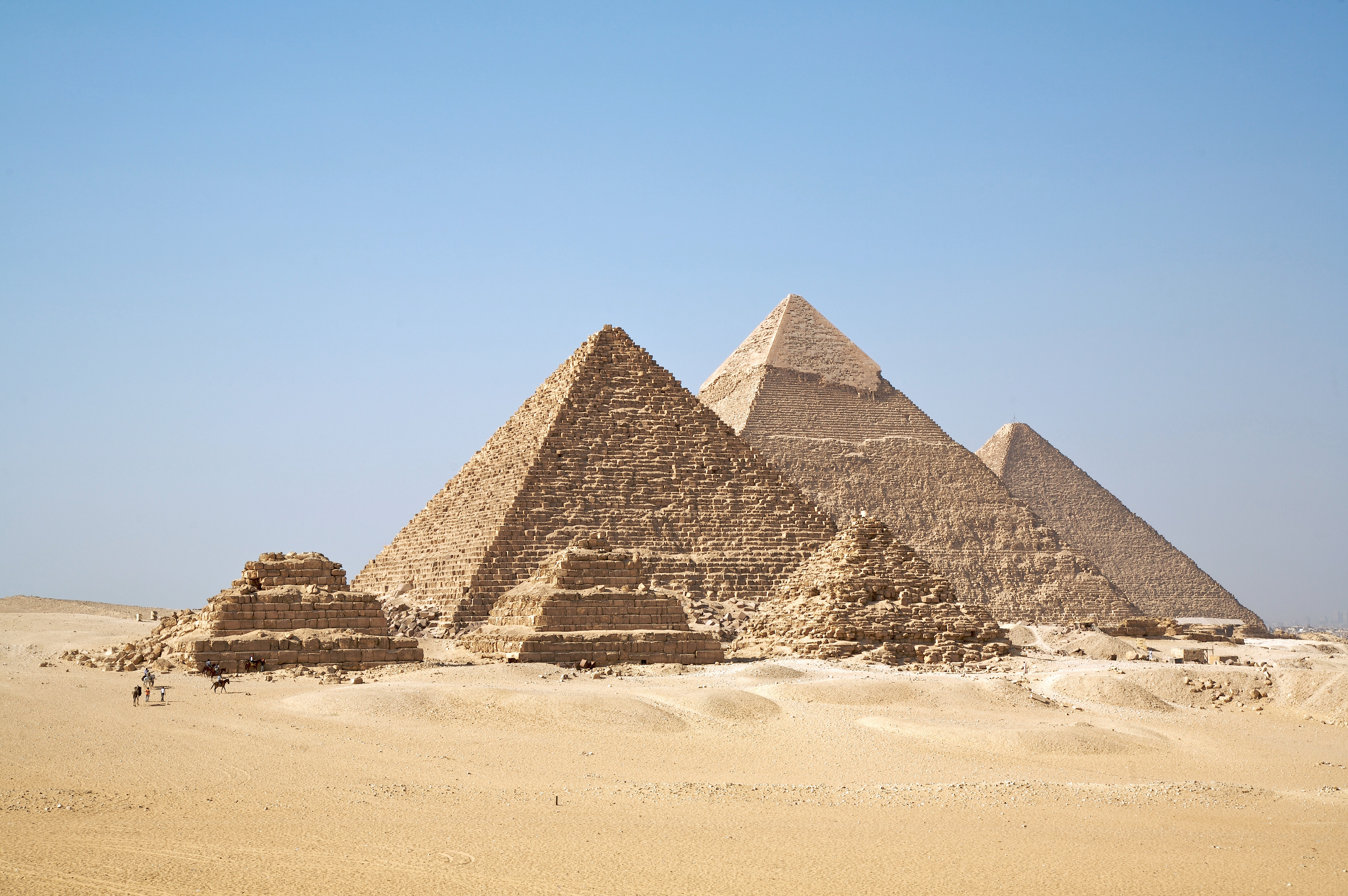
Quần thể kim tự tháp Giza tại Cairo

Điểm mốc hay Công trình mốc (tiếng Anh: landmark; Hán-Việt: địa tiêu (地标), lục tiêu (陆标)) nguyên thủy có nghĩa là một điểm địa lý, được dùng như là một dấu mốc để người thám hiểm nhận ra, khi tìm đường trở về hoặc đi qua một khu vực lạ.
Trong cách dùng hiện đại, điểm mốc là bất cứ gì dễ nhận ra như một công trình xây dựng, một tòa nhà, đài tưởng niệm, hay công trình kiến trúc. Lấy ví dụ tháp Eiffel là điểm mốc của thành phố Paris hay Chợ Bến Thành là điểm mốc của Thành phố Hồ Chí Minh.

## Thuật từ tiếng Anh Landmark
Trong tiếng Anh của người Mỹ, từ landmark là thuật từ được sử dụng để chỉ một địa điểm thu hút sự quan tâm của khách du lịch vì có những đặc tính vật chất đáng chú ý hay mang ý nghĩa lịch sử. Trong trường hợp này thuật từ này có ý nghĩa như "danh lam thắng cảnh" trong tiếng Việt.
Trong tiếng Anh của người Anh, từ landmark (điểm mốc) còn được sử dụng như dấu mốc để chỉ dẫn đường, ví như người đi biển nhận ra phao tiêu chỉ đường đi.

## Các liên kết về điểm mốc trênthế giới
Các điểm mốc có thể chia thành hai loại: loại thiên nhiên (1 núi, 1 thác nước vv...) và loại nhân tạo (cây tháp, cây cầu, tòa nhà, 1 tượng vv...).

### Loạithiên nhiên
- Cliffs of Moher, Co. Clare, Ireland
- Cotton Tree, Freetown, Sierra Leone
- Uluru, Northern Territory, Úc
- Stone Mountain, Atlanta, Georgia, Hoa Kỳ
- Giants Causeway, Northern Ireland, Vương quốc Anh
- Table Mountain, Cape Town, Nam Phi
- The Twelve Apostles (Victoria), Victoria, Úc
- Great Barrier Reef, Coral Sea, Queensland, Úc
- Grand Canyon, Arizona, Hoa Kỳ
- Thác Niagara, Ontario/New York, Canada/Hoa Kỳ /
- Victoria Falls, Zambia/Zimbabwe /
- Angel Falls, Canaima National Park, Gran Sabana, Bolivar State, Venezuela
- Núi Everest, Himalayas, Nepal/Trung Quốc /
- Matterhorn, Alpes, Thụy Sĩ/Ý /

### Điểm nhân tạo

#### Châu Phi
- Great Pyramids, Cairo, Ai Cập
- Great Mosque of Djenné, Djenné, Mali
- Tomb of Askia, Gao, Mali

#### Châu Á
- Baalbek, Baalbeck, Liban
- Persepolis, Fars, Iran
- Azadi Tower, Tehran, Iran
- Taj Mahal, Agra, Ấn Độ
- Gateway of India, Mumbai, Ấn Độ
- Jatiyo Sangshad Bhaban, Dhaka, Bangladesh
- Oriental Pearl Tower, Thượng Hải, Trung Quốc
- Vạn lý trường thành, Bắc Kinh, Trung Quốc
- Hồng Kông Convention and Exhibition Centre, Hồng Kông
- 63 Building/N Seoul Tower, Seoul, Hàn Quốc
- Tháp Tokyo, Tokyo, Nhật Bản
- Grand Palace, Bangkok, Thái Lan
- Petronas Twin Towers, Kuala Lumpur, Malaysia
- Taipei 101, Đài Bắc, Đài Loan
- Sigiriya Fortress, Sigiriya, Sri Lanka
- Burj Al Arab, Dubai, Các Tiểu vương quốc Ả rập Thống nhất
- Petra, Arabah, Aqaba Governorate, Jordan
- Western Wall, Jerusalem, Israel
- Dome of the Rock, Jerusalem, Israel
- Azrieli Center, Tel Aviv, Israel

 Việt Nam
- Tháp Rùa, Hà Nội
- Truyền hình cáp Việt Nam, Hà Nội
- Kỳ đài (Huế), Huế
- Cầu sông Hàn, Đà Nẵng
- Tháp Bà, Nha Trang
- Hồ Xuân Hương, Đà Lạt
- Nhà thờ Đức Bà Sài Gòn, Thành phố Hồ Chí Minh
- Chợ Bến Thành, Thành phố Hồ Chí Minh
- Bitexco Financial Tower, Thành phố Hồ Chí Minh
- Landmark 81, Thành phố Hồ Chí Minh
- Kinh thành Huế, Huế
- Chùa Bái Đính, Ninh Bình
- Thành nhà Hồ, Thanh Hóa
- Chùa đồng Yên Tử, Quảng Ninh
- Chùa Hương, Hà Nội
- Hoàng thành Thăng Long, Hà Nội

#### Châu Âu
- Irish Government Buildings, Dublin, Ireland
- Newgrange, Co. Meath, Ireland
- Croke Park, Dublin, Ireland
- The Customs House, Dublin, Ireland
- The Spire of Dublin, Dublin, Ireland
- Tòa nhà Nghị viện Hungary, Budapest, Hungary
- The Parthenon, Athens, Hy Lạp
- The White Tower of Thessaloniki, Thessaloniki, Hy Lạp
- Tháp Eiffel, Paris, Pháp
- Khải hoàn môn, Paris, Pháp
- Colosseum, Roma, Ý
- Tháp nghiêng Pisa, Pisa, Ý
- Big Ben, Luân Đôn, Vương quốc Anh
- Sân vận động Wembley, Luân Đôn, Vương quốc Anh
- Stonehenge, Wiltshire, Vương quốc Anh
- Clifton Suspension Bridge, Bristol, Vương quốc Anh
- London Eye, Luân Đôn, Vương quốc Anh
- Tower Bridge, Luân Đôn, Vương quốc Anh
- St. Paul’s Cathedral, Luân Đôn, Vương quốc Anh
- Palace of the Parliament, Bucharest, România
- Quảng trường Đỏ/Saint Basil's Cathedral, Moskva, Nga
- Mamayev Kurgan, Volgograd, Nga
- Saint Isaac's Cathedral, Sankt-Peterburg, Nga
- Hermitage Museum, Sankt-Peterburg, Nga
- Peter and Paul Fortress, Sankt-Peterburg, Nga
- Kölner Dom, Köln, Đức
- Frauenkirche, München, Đức
- Neuschwanstein Castle, Bavaria, Đức
- Brandenburg Gate, Berlin, Đức
- Reichstag Building, Berlin, Đức
- Fernsehturm, Berlin, Đức
- Torre de Belém, Lisboa, Bồ Đào Nha
- Sagrada Família, Barcelona, Catalonia, Tây Ban Nha
- Mezquita de Córdoba, Córdoba, Andalusia, Tây Ban Nha
- Alhambra, Granada, Andalusia, Tây Ban Nha
- Nhà thờ thánh Phêrô, Vatican
- Pobednik, Belgrade, Serbia
- Hagia Sophia, Istanbul, Thổ Nhĩ Kỳ

#### Bắc Mỹ
- Cầu Cổng Vàng, San Francisco, California, Hoa Kỳ
- Tượng Nữ thần Tự do, Liberty Island, New York City, New York, Hoa Kỳ
- Núi Rushmore, Nam Dakota, Hoa Kỳ
- Gateway Arch, St. Louis, Missouri, Hoa Kỳ
- Hoover Dam, Colorado River, Arizona\Nevada, Hoa Kỳ
- Empire State Building, New York City, New York, Hoa Kỳ
- Sears Tower, Chicago, Illinois, Hoa Kỳ
- Faneuil Hall, Boston, Massachusetts, Hoa Kỳ
- Chichen Itza, Yucatán Peninsula, México
- Tòa Bạch ốc, Washington, D.C., Hoa Kỳ
- Renaissance Center, Detroit, Michigan, Hoa Kỳ
- Independence Hall, Philadelphia, Pennsylvania, Hoa Kỳ

#### Nam Mỹ
- Macchu Picchu, Urubamba Valley, Peru
- Statue of Christ the Redeemer, Rio de Janeiro, Brasil
- Monserrate, Bogotá, Colombia